# Sonnenberg (berg i Burgenland)
Sonnenberg är ett berg i Österrike.   Det ligger i distriktet Eisenstadt-Umgebung och förbundslandet Burgenland, i den östra delen av landet, 40 km söder om huvudstaden Wien. Toppen på Sonnenberg är 441 meter över havet, eller 8 meter över den omgivande terrängen. Bredden vid basen är 0,31 km. Sonnenberg ingår i Leithagebirge.
Terrängen runt Sonnenberg är platt åt sydväst, men åt nordost är den kuperad. Runt Sonnenberg är det ganska tätbefolkat, med 248 invånare per kvadratkilometer.. Närmaste större samhälle är Wiener Neustadt, 17,9 km väster om Sonnenberg.
I omgivningarna runt Sonnenberg växer i huvudsak blandskog.